# Списак министара Србије
На овој страни се налази списак министара у Влади Србије по министарствима.
- Списак председника влада Србије
- Списак министара иностраних послова Србије
- Списак министара правде Србије
- Списак министара финансија Србије
- Списак министара унутрашњих послова Србије
- Списак министара одбране Србије
- Списак министара просвете Србије
- Списак министара културе Србије
- Списак министара народне привреде Србије
- Списак министара грађевина Србије
- Списак министара пољопривреде Србије
- Списак министара здравља Србије
- Списак министара вера Србије
- Списак министара саобраћаја Србије
- Списак министара трговине Србије
- Списак министара рударства Србије
- Списак министара рада Србије
- Списак министара социјалне политике Србије
- Списак министара шумарства Србије
- Списак министара водопривреде Србије
- Списак министара индустрије Србије
- Списак министара комуналних послова Србије
- Списак министара енергетике Србије
- Списак министара омладине Србије
- Списак министара спорта Србије
- Списак министара информисања Србије
- Списак министара борачких и инвалидских питања Србије
- Списак министара за заштиту животне средине Србије
- Списак министара државне управе и локалне самоуправе Србије
- Списак министара за дијаспору Србије
- Списак министара туризма Србије
- Списак министара науке Србије
- Списак министара телекомуникација Србије